# Number 1's (Destiny's Child)
#1's è un greatest hits del gruppo statunitense R&B delle Destiny's Child, pubblicato ad ottobre del 2005 per la Columbia Records. Ultimo progetto discografico del gruppo, prima dello scioglimento, l'album contiene i singoli più venduti dei quattro album in studio delle Destiny's Child pubblicati tra il 1998 e il 2004. Oltre al materiale già esistente, tre nuove canzoni sono state registrate per la compilation: Stand Up for Love, Feel the Same Way I Do e la collaborazione del membro del gruppo Beyoncé con Slim Thug, Check on It.

## Descrizione
A seguito della pubblicazione del quinto album in studio Destiny Fulfilled, il gruppo ha ulteriormente intrapreso un tour mondiale Destiny Fulfilled... and Lovin' It. Kelly Rowland ha annunciato al pubblico che il tour sarebbe stato ultimo insieme, rivelando il loro scioglimento formale.
Il 1º agosto 2005, Rowland ha annunciato l'uscita di un greatest hits album durante un'intervista con la rivista Billboard: «Abbiamo sicuramente intenzione di registrare un'altra canzone per il nostro greatest hits per i nostri fan. Ci stiamo ancora pensando perché vogliamo che significhi qualcosa». Nel mese di settembre dello stesso anno, è stato rivelato il titolo dell'album, #1's, insieme alla data di uscita, il 25 ottobre 2005.
Il greatest hits contiene le canzoni di maggior successo nelle classifiche internazionali tratte dai quattro album in studio: Destiny's Child(1998), The Writing's on the Wall (1999), Survivor (2001) e Destiny Fulfilled (2004) e dal loro album di remix This Is the Remix (2002). La musica dell'album fu notata per essere contemporary R&B, pop music, soul e new age.

## Promozione
Un'edizione DualDisc di #1's è stato anche annunciato con le stesse canzoni dell'edizione standard mixate in suono surround 5.1 su un CD, così come i contenuti bonus su un DVD contenente sette video musicali e un trailer per l'album live Destiny's Child: Live in Atlanta. L'album fu anche pubblicato come un set di due pacchetti presso Walmart che includeva il CD originale e un DVD, intitolato Fan Pack II, che conteneva le performance dal vivo di due canzoni, tre video musicali delle canzoni soliste dei membri e filmati bonus.

### Singoli
Stand Up for Love è stato pubblicato come primo singolo della compilation il 27 settembre 2005, non ottenendo successo nelle classifiche internazionali. È stato definito come inno della Giornata Mondiale dei Bambini del 2005 e utilizzato per una raccolta fondi mondiale per la Ronald McDonald House Charities e diverse altre organizzazioni umanitarie per i bambini.
Il secondo singolo estratto dall'album, Check on It è stato pubblicato il 13 dicembre 2005 negli Stati Uniti e il 5 gennaio 2006 nei mercati internazionali, e vede la frontwoman Beyoncé come unica artista accreditata. È riuscito a raggiungere la vetta della Billboard Hot 100 e il secondo e terzo posto in Irlanda e nel Regno Unito e la top ten in molti altri paesi europei. Il brano è stato successivamente inserito nella pubblicazione destinata ai mercati europei del secondo progetto discografico solista di Beynoncé, B'Day.

## Accoglienza
Andy Kellman di AllMusic, sebbene riscontri un fine totalmente commerciale vista la pubblicazione prima del periodo natalizio, conclude la recensione scrivendo che «il disco riafferma che le Destiny's Child hanno pubblicato alcuni dei più grandi singoli R&B della fine degli anni '90 e dei primi anni 2000». Sal Cinquemani diSlant Magazine ha criticato il titolo dell'album in quanto solo quattro dei singoli hanno raggiunto il numero uno della Billboard Hot 100. Tuttavia, ha elogiato «l'impressionante produzione delle Destiny's Child, che include alcuni dei più riconoscibili successi R&B degli ultimi cinque anni».
Lo scrittore della BBC James Blake ha definito l'album «più che decente, rispetto a molte altre compilation», aggiungendo che il successo del gruppo nell'industria musicale era un motivo notevole per un greatest hits. Jess Harvell di Pitchfork ha ritenuto che fosse una mossa «intelligente» non disporre le canzoni sulla compilation in un ordine cronologico e ha ritenuto che «ha lo strano effetto a catena di suggerire che la loro eredità potrebbe essere basata su un progetto più ridimensionato di quello che ci hanno fatto immaginare in questi anni».

## Tracce
1. Stand Up for Love – 4:46 (David Foster, Amy Foster-Gillies)
2. Independent Women Part I – 3:35 (Beyoncé Knowles, Cory Rooney, Samuel Barnes, Jean-Claude Olivier)
3. Survivor – 3:49 (Beyoncé Knowles, Anthony Dent, Mathew Knowles)
4. Soldier (feat. T.I. & Lil Wayne) – 4:06 (Beyoncé Knowles, Kelly Rowland, Michelle Williams, Rich Harrison, Sean Garrett, Dwayne Carter, Clifford Harris)
5. Beyoncé – Check on It (feat. Slim Thug) – 3:34 (Beyoncé Knowles, Kasseem Dean, Sean Garrett, Angela Beyincé, Stayve Thomas)
6. Jumpin' Jumpin' – 3:47 (Rufus Moore, Chad Elliott, Beyoncé Knowles)
7. Lose My Breath – 3:32 (Beyoncé Knowles, Kelly Rowland, Michelle Williams, Rodney "Darkchild" Jerkins, Fred Jerkins, Sean Garrett, LaShawn Daniels, Shawn Carter)
8. Say My Name – 3:59 (Rodney Jerkins, Fred Jerkins III, LaShawn Daniels, Beyoncé Knowles, LeToya Luckett, LaTavia Roberson, Kelly Rowland)
9. Emotion – 3:56 (Barry Gibb, Robin Gibb) – Cover di Samantha Sang
10. Bug a Boo – 3:22 (Kevin "She'kspere" Briggs, Kandi Burruss, Beyoncé Knowles, LeToya Luckett, LaTavia Roberson, Kelly Rowland)
11. Bootylicious – 3:27 (Beyoncé Knowles, Rob Fusari, Falonte Moore, Stevie Nicks)
12. Bills, Bills, Bills – 3:44 (Kevin "She'kspere" Briggs, Kandi Burruss, Beyoncé Knowles, LeToya Luckett, LaTavia Roberson, Kelly Rowland)
13. Girl – 3:27 (Beyoncé Knowles, Kelly Rowland, Michelle Williams, Patrick "9th Wonder" Douthit, Sean Garrett, Angela Beyince, Don Davis, Eddie Robinson)
14. No, No, No Part II (feat. Wyclef Jean) – 3:14 (Barry White, Calvin Gaines, Mary Brown, Rob Fusari, Vincent Herbert)
15. Cater 2 U – 4:05 (Beyoncé Knowles, Kelly Rowland, Michelle Williams, Rodney "Darkchild" Jerkins, Ric Rude, Robert Waller)
16. Feel the Same Way I Do – 4:05 (Beyoncé Knowles, Kelly Rowland, Michelle Williams, LaShawn Daniels, Rodney Jerkins, Fred Jerkins, Ricky "Ric Rude" Lewis)

Bonus track internazionale
1. Brown Eyes – 4:36 (Beyoncé Knowles, Walter Afanasieff)

Bonus track per il Giappone
1. So Good – 3:13 (Kevin "She'kspere" Briggs, Kandi Burruss, Beyoncé Knowles, LaTavia Roberson, Kelly Rowland, LeToya Luckett)
2. Nasty Girl – 4:18 (Beyoncé Knowles, Anthony Dent, Maurizio Bassi, Naimy Hackett)

### Dual Disc Edition
Questa edizione è un disco a due facce; su una si trova l'album, sull'altra i videoclip dei singoli estratti:
1. Live in Atlanta DVD Trailer
2. No, No, No Part II (feat. Wyclef Jean)
3. Say My Name
4. Survivor
5. Bootylicious
6. Independent Women Part I
7. Lose My Breath
8. Soldier (feat. T.I. & Lil Wayne)
9. Cater 2 U

## Classifiche
| Classifica (2005-06) | Posizione massima |
| -------------------- | ----------------- |
| Australia            | 10                |
| Belgio (Fiandre)     | 9                 |
| Belgio (Vallonia)    | 29                |
| Germania             | 27                |
| Irlanda              | 8                 |
| Norvegia             | 39                |
| Nuova Zelanda        | 3                 |
| Paesi Bassi          | 31                |
| Regno Unito          | 6                 |
| Stati Uniti          | 1                 |
| Svizzera             | 8                 |